# Copyshop

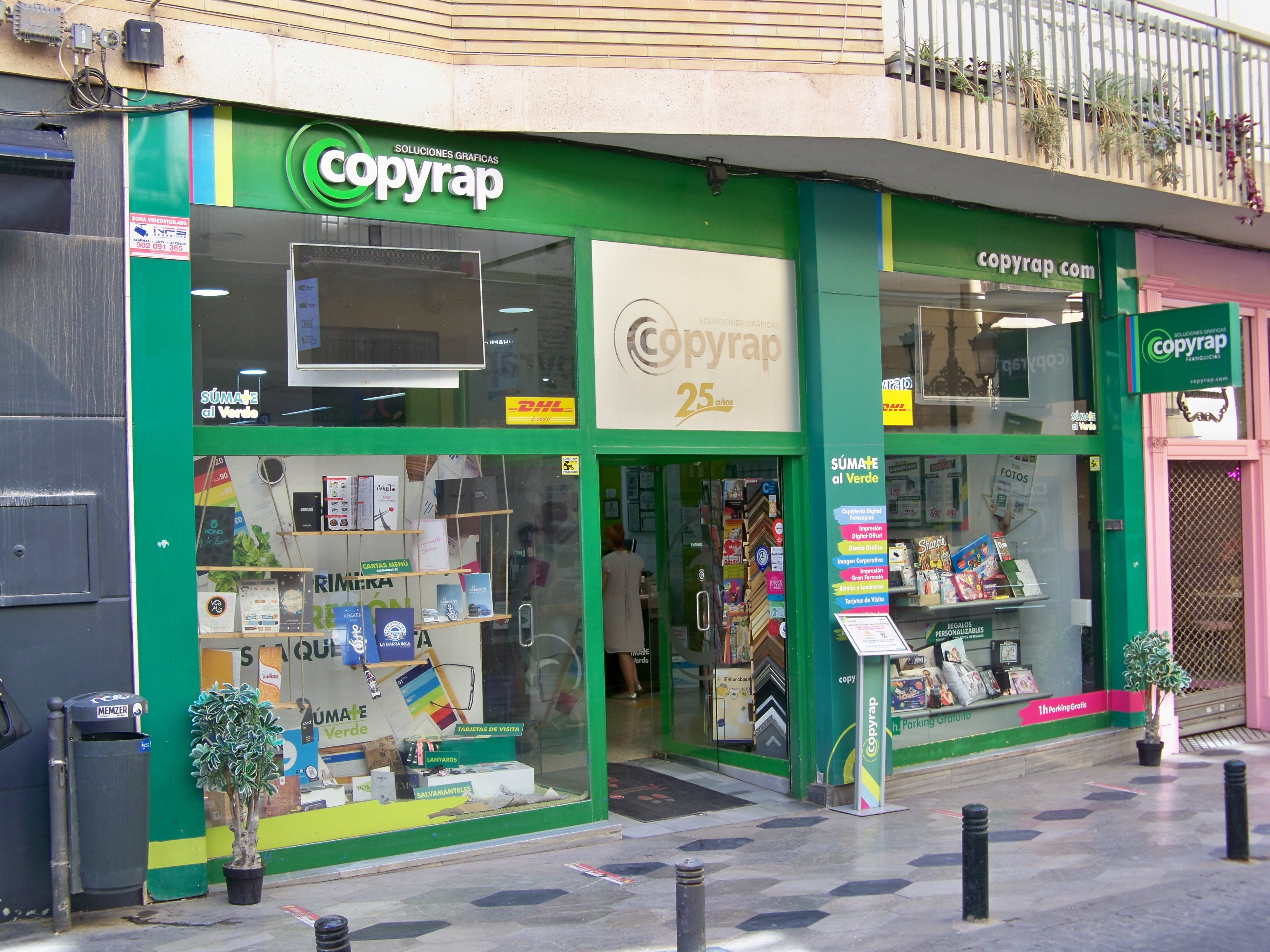
Ein copyshop in Málaga, Spanien.

Ein Copyshop ist ein Dienstleister, der die Vervielfältigung von Dokumenten und häufig auch digitaler Daten durch Fotokopien oder auch Druck gegen Entrichtung eines Entgeltes anbietet.

## Angebot
Copyshops stellen Fotokopierer zur Verfügung, an denen die Kunden sich meist selbst bedienen können. Neben originalen Schriftstücken oder Bildern werden auch immer häufiger digitale Daten direkt als Kopie ausgedruckt.
Üblicherweise können Kopien im Format DIN A4 und DIN A3 erstellt werden. In manchen Copyshops stehen auch Großformatkopierer und Plotter für größere Formate zur Verfügung. Heutzutage werden neben den klassischen Schwarz-Weißkopien meist auch Farbkopien angeboten.
Zusatzangebote in Copyshops sind Thermobindungen, Spiralbindungen und Heftungen. In manchen Copyshops werden auch richtige Buchbindungen angeboten, sogenannte Hardcover-Bindungen. Auch Laminieren ist eine oft angebotene Dienstleistung. Dabei wird die Kopie oder der Druck zwischen zwei klaren Folien eingeschweißt. Dadurch werden die Drucke unempfindlich gegen äußere Einflüsse.
Als zusätzlicher Service kann auch Material eingescannt werden, das dann auf CD geschrieben wird oder als E-Mail verschickt werden kann.
Inzwischen gibt es auch immer mehr Copyshops, die ihr Angebot online im Internet anbieten. Dazu werden die Auftragsinformationen und die auszudruckenden Dateien per World Wide Web oder E-Mail übermittelt. Die fertigen „Kopien“ können dann ohne Wartezeiten beim Copyshop abgeholt oder per Paketdienst geliefert werden.

## Rechtliche Situation in Deutschland
Die in Deutschland ansässigen Geschäfte müssen für die Zweitnutzungsrechte von Sprachwerken ein pauschaliertes Entgelt an die Verwertungsgesellschaft Wort abführen. Diese Geräteabgaben wurden 1971 vom Bundesverfassungsgericht bestätigt.